# Adiantum subpedatum
Adiantum subpedatum är en kantbräkenväxtart som beskrevs av Ren-Chang Ching. Adiantum subpedatum ingår i släktet Adiantum och familjen Pteridaceae. Inga underarter finns listade.